# Grigorij Moroz
Grigorij Siemionowicz Moroz (ros. Григорий Семенович Мороз, ur. 1893 w Szkłowie, zm. 2 listopada 1937) – radziecki polityk i funkcjonariusz służb specjalnych.

## Życiorys
Od maja 1917 członek SDPRR(b), od października 1917 do stycznia 1918 członek Piotrogrodzkiego Komitetu Obrony, później sekretarz Wydziału Walki ze Spekulacją Czeki przy Radzie Komisarzy Ludowych Rosyjskiej FSRR, sekretarz Wydziału Zamiejscowego Czeki, od stycznia 1919 szef Wydziału Instruktorskiego Czeki. Od 27 marca 1919 do 27 września 1920 członek Kolegium Czeki przy Radzie Komisarzy Ludowych RFSRR, w sierpniu-wrześniu 1919 szef Wydziału Politycznego Wojsk Ochrony Wewnętrznej Czeki, od 21 listopada 1919 do 7 kwietnia 1920 szef Wydziału Śledczego Czeki, od 24 kwietnia do 27 września 1920 członek Prezydium Czeki przy Radzie Komisarzy Ludowych RFSRR. Od grudnia 1920 do sierpnia 1921 pełnomocny przedstawiciel Czeki w Kraju Kirgiskim, od lutego 1922 do 24 listopada 1924 pełnomocny przedstawiciel GPU/OGPU na Uralu, równocześnie od lutego 1922 do 23 sierpnia 1923 szef gubernialnego oddziału GPU w Jekaterynburgu. Od 1925 do października 1928 sekretarz moskiewskiej gubernialnej komisji kontroli RKP(b)/WKP(b), od 19 grudnia 1927 do 26 czerwca 1930 członek Centralnej Komisji Kontroli WKP(b), od 1929 do lipca 1937 przewodniczący KC Związku Pracowników Państwowego Handlu i Spółdzielni, członek Kolegium Ludowego Komisariatu Handlu Zagranicznego i Wewnętrznego ZSRR. W 1923 odznaczony Orderem Czerwonego Sztandaru. 3 lipca 1937 aresztowany, następnie skazany na śmierć i rozstrzelany. 1956 pośmiertnie zrehabilitowany.